# Porak
Le Porak, aussi appelé Bamni, Mont Bamni ou encore Mont Bam en arménien et Axarbaxar en azéri, est un volcan situé sur le haut-plateau arménien, à cheval entre l'Arménie et l'Azerbaïdjan. Sa dernière éruption aurait facilité la prise d'une ville assiégée par un roi urartéen entre 782 et 773 av. J.-C..

## Géographie
Le Porak est situé sur le haut-plateau arménien, dans la chaine volcanique de Vardenis qui fait partie du Petit Caucase. Il est situé dans l'Est de l'Arménie et dans l'Ouest de l'Azerbaïdjan, à cheval sur la frontière entre ces deux pays, la partie Nord du volcan étant située en Arménie et la partie Sud en Azerbaïdjan. Cette région de l'Azerbaïdjan entre l'Est de l'Arménie et le Haut-Karabagh a été contrôlée par les forces arméniennes depuis la fin de la guerre du Haut-Karabagh en 1994, jusqu'à la guerre de 2020 au Haut-Karabagh. Le Porak est entouré par le lac Sevan à vingt kilomètres au nord-ouest, par les villes arméniennes de Vardenis au nord, Martouni au nord-ouest et Djermouk au sud-ouest ainsi que les villes azerbaïdjanaises de Kelbadjar au nord-est et İstisu au sud-est.
Le Porak est constitué d'un cône volcanique principal culminant à 2 800 mètres d'altitude entouré de dix autres cônes et fissures éruptives satellites. De ces multiples bouches éruptives se sont échappées de nombreuses coulées de lave qui s'étendent aujourd'hui de part et d'autre de la frontière arméno-azerbaïdjanaise. Deux de ces coulées se sont dirigées vers le nord et le nord-ouest sur une distance de vingt-et-un kilomètres tandis qu'une autre s'est dirigée vers le lac Alagyol en Azerbaïdjan où elle forme une petite péninsule. La plus récente de ces coulées est constituée de blocs de lave échappés du cône principal du Porak situé en Arménie.

## Histoire
Le Porak s'est formé dans la chaîne volcanique de Vardenis, le long de la faille de décrochement Pambak-Sevan qui a découpé en deux le volcan Khonarassar dont les deux moitiés se retrouvent distantes d'environ 800 mètres ainsi que le volcan Tsursar dont les deux parties sont éloignées de 350 à 400 mètres. Les éruptions sur le Porak se sont déroulées du milieu du Pléistocène jusqu'au VIIIe siècle av. J.-C. avec l'émission de laves d'abord rhyolitiques-dacitiques et andésitiques-basaltiques puis basaltiques à l'Holocène,.
La dernière des éruptions du Porak entre 782 et 773 av. J.-C. est rapportée dans le manuscrit d'Arghishti, du nom d'un roi d'Urartu. Ce dernier participe à une campagne militaire dans la région du lac Sevan et notamment la prise de la ville fortifiée de Behoura. La chute de cette cité est facilitée par l'éruption du Porak accompagné d'un tremblement de terre qui secoue la ville dont les bâtiments et les fortifications sont endommagés, comme en témoignent la « fumée et la suie qui s'élèvent de la ville en masquant désormais le Soleil ». Au cours de cette éruption sera émise une coulée de lave en bloc depuis le cône principal du Porak,.
Toutefois, des pétroglyphes datant du Ve siècle av. J.-C. représenteraient des éruptions volcaniques, ce qui laisse présager d'une activité plus récente.